# Pardosa pirkuliensis
Pardosa pirkuliensis är en spindelart som beskrevs av Alexander A. Zyuzin och Dmitri Viktorovich Logunov 2000. Pardosa pirkuliensis ingår i släktet Pardosa och familjen vargspindlar.
Artens utbredningsområde är Azerbajdzjan. Inga underarter finns listade i Catalogue of Life.